# 33680 Vasconcelos
33680 Vasconcelos è un asteroide della fascia principale. Scoperto nel 1999, presenta un'orbita caratterizzata da un semiasse maggiore pari a 2,6522981 UA e da un'eccentricità di 0,0943585, inclinata di 2,76982° rispetto all'eclittica.